# Brlenić
Brlenić – wieś w Chorwacji, w żupanii zagrzebskiej, w gminie Krašić. W 2011 roku liczyła 195 mieszkańców.